# 대연역
대연(부산고려병원)역(Daeyeon(Korea Hospital in Busan)Station, 大淵驛)은 대한민국 부산광역시 남구 대연동에 있는 부산 도시철도 2호선의 지하철역이다.
이 역에서 UN공원과 부산박물관이 남쪽으로 약 600m 떨어진 곳에 있다.

## 역사
- 2001년 8월 8일 : 부산 도시철도 2호선 개통과 함께 영업 개시
- 2009년 1월 10일 : 대연(고려병원)으로 역명 변경
- 2018년 1월 1일 : 대연(부산고려병원)으로 역명 변경

## 역 구조
2면 2선 상대식 승강장이 있는 지하역이다. 스크린도어가 설치되어 있다.
대합실을 통과해 반대쪽 승강장으로 갈 수 있다.

### 승강장
| 경성대·부경대 ↑ |
| \| 상           |
| ↓ 못골          |

| 상행 | ● 부산 도시철도 2호선 | 금련산,수영,해운대, 장산 방면 |
| 하행 | ● 부산 도시철도 2호선 | 못골·서면·사상·양산 방면      |

## 역 주변
- 대연1동 행정복지센터
- 대연파출소
- 남구도서관
- 부산은행
- 대연초등학교
- 부산공업고등학교
- UN공원
- 부산박물관
- 부산문화회관
- 산성교회
- 못골시장
- 대연5동 행정복지센터

## 승차량 변동
| 역 노선 | 승차 인원 | 승차 인원 | 승차 인원 | 승차 인원 | 승차 인원 | 승차 인원 | 승차 인원 | 승차 인원 | 승차 인원 | 승차 인원 | 승차 인원 | 승차 인원 | 승차 인원 | 승차 인원 | 주 석 |
| 역 노선 | 2002년    | 2003년    | 2004년    | 2005년    | 2006년    | 2007년    | 2008년    | 2009년    | 2010년    | 2011년    | 2012년    | 2013년    | 2014년    | 2015년    | 주 석 |
| ------- | --------- | --------- | --------- | --------- | --------- | --------- | --------- | --------- | --------- | --------- | --------- | --------- | --------- | --------- | ----- |
| 2호선   | 6473      | 7573      | 7448      | 7394      | 6981      | 6903      | 7630      | 7803      | 8362      | 9208      | 9447      | 9675      | 9605      | 9497      | [ 1 ] |

## 사진

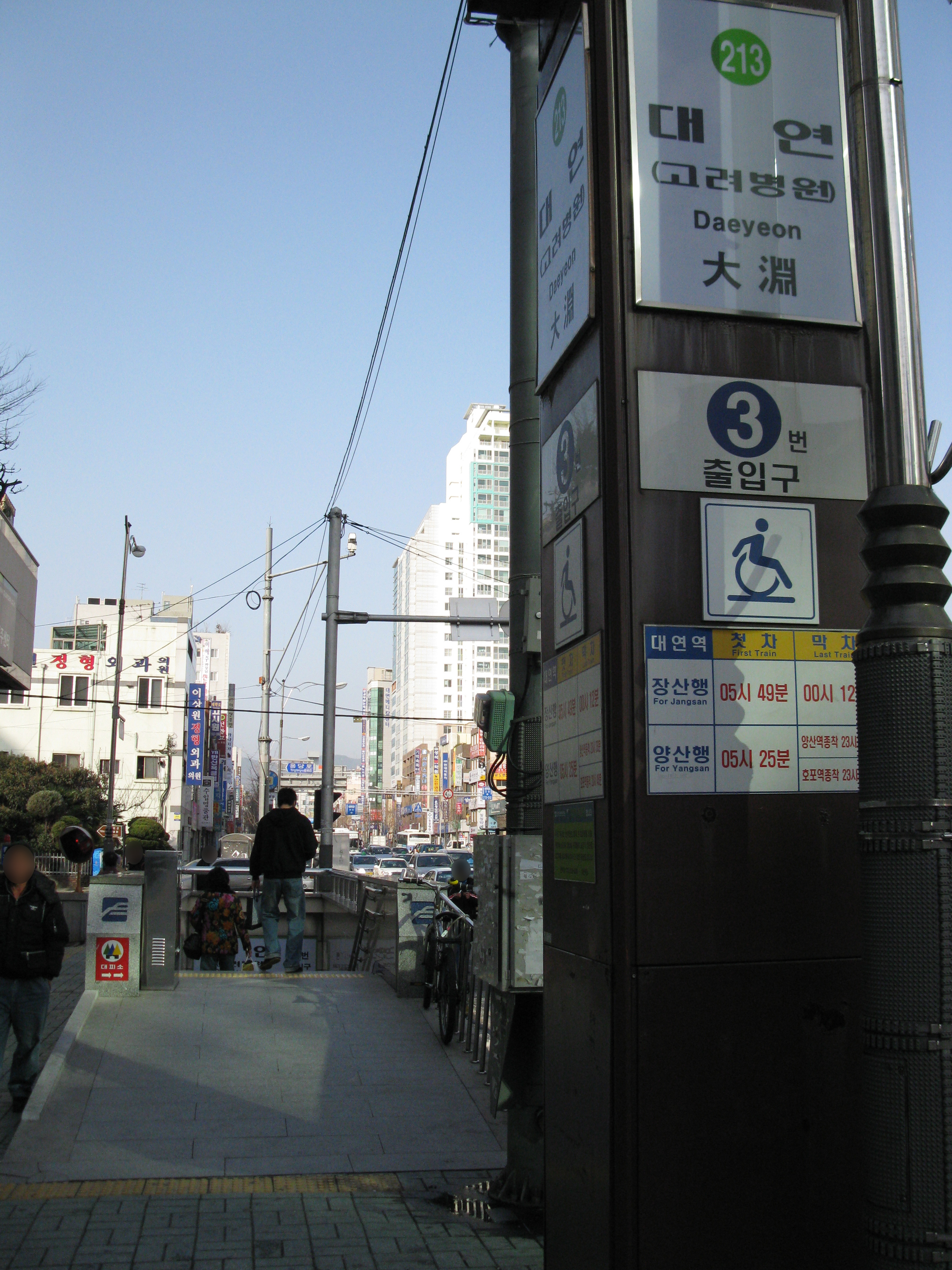
3번 출입구 (2009년 2월 촬영)
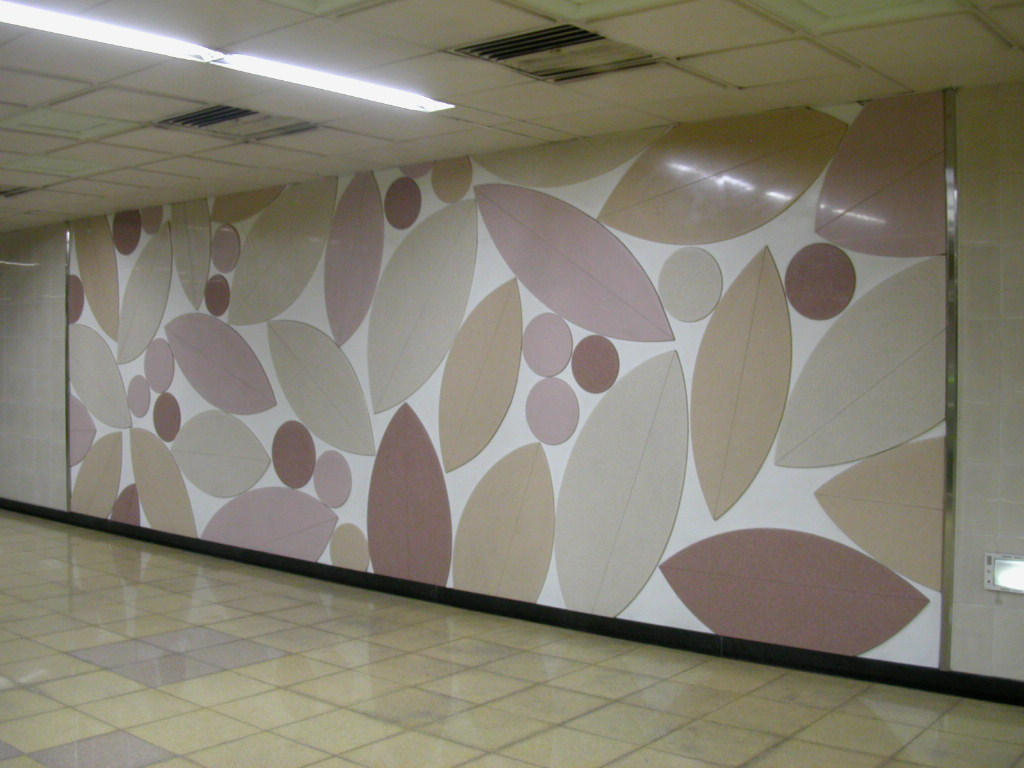
벽화
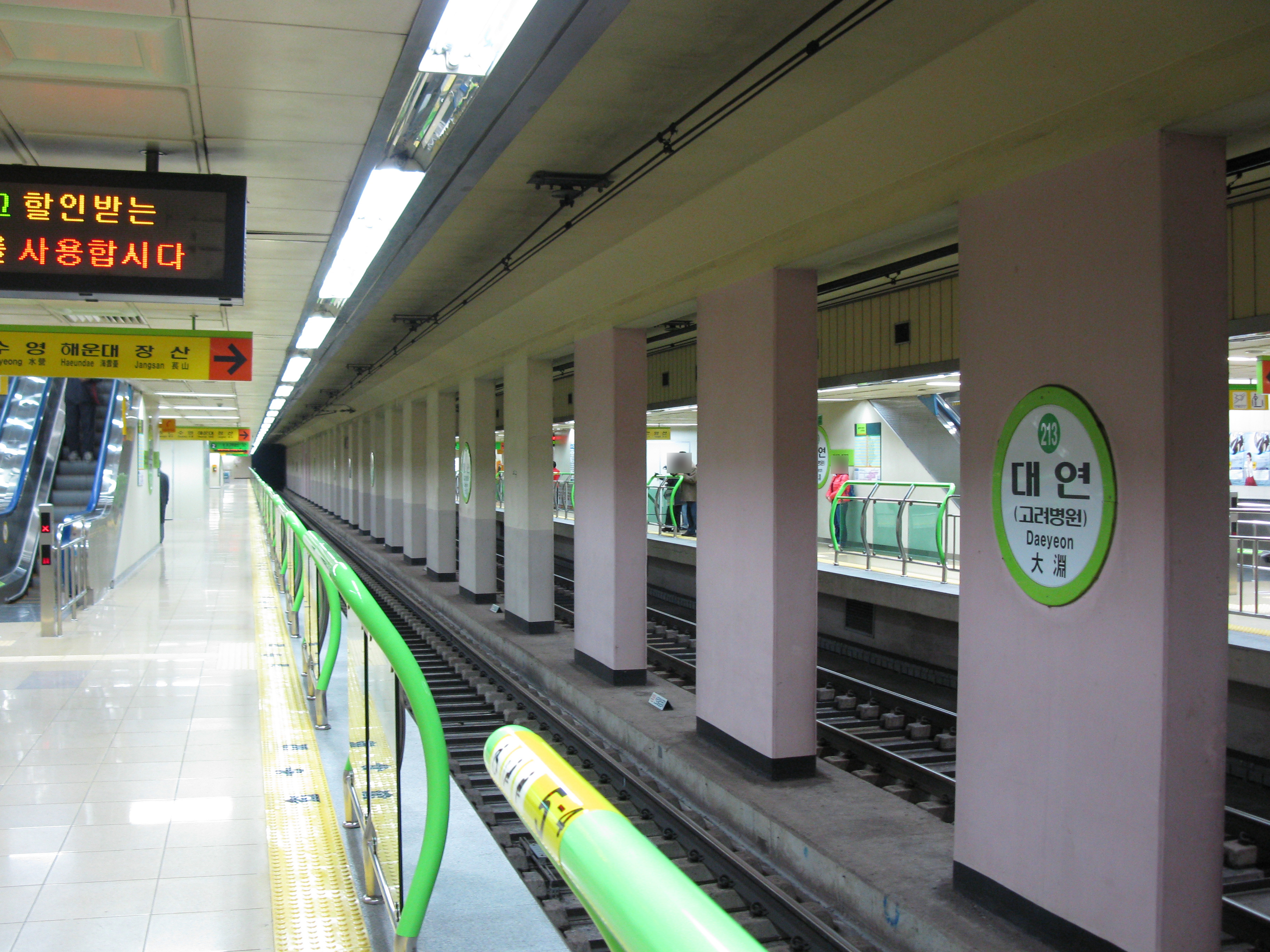
스크린도어 설치 전 승강장 (2009년 2월 촬영)

## 인접한 역
| 부산 도시철도 2호선         | 부산 도시철도 2호선   | 부산 도시철도 2호선 |
| --------------------------- | --------------------- | ------------------- |
| 212 경성대·부경대 장산 방면 | ● 부산 도시철도 2호선 | 214 못골 양산 방면  |